# Simontornya
Simontornya è una città di 4 306 abitanti situata nella contea di Tolna, nell'Ungheria centro-meridionale.

## Amministrazione

### Gemellaggi
Simontornya è gemellata con:
- Miercurea Nirajului, Romania
- Lanester, Francia
- Urexweiler, Germania
- Wernesgrün, Germania